# Keremcem
Keremcem Dürük (n. 28 decembrie 1977, Milas, Muğla) este un cântăret și actor turc.

## Filmografie
| An   | Numele directorului | Serial                   |  |
| ---- | ------------------- | ------------------------ |  |
| 2004 | Kerem İle Aslı      | Kerem                    |  |
| 2005 | Aşk Oyunu           | Sarp Teksoy              |  |
| 2007 | İki Yabancı         | Cem Arifoğlu             |  |
| 2007 | Avrupa Yakası       | Kerem 'oaspete jucători' |  |
| 2008 | Elif                | Ahmet Karabey            |  |
| 2008 | Proje 13            |                          |  |
| 2010 | Keskin Bıraç        | Eren 'oaspete jucători'  |  |
| 2014 | O Hayat Benim       | Ateş                     |  |

2021 benim hasan

## Dublaj
| An   | Flim Denumire                    | Dubbing           |  |
| ---- | -------------------------------- | ----------------- |  |
| 2006 | Çirkin Ördek Yavrusu ile Farecik | Rățușca cea urâtă |  |
| 2008 | Asteriks Olimpiyatlarda          | Asteriks          |  |

## Discografie
| - Eylül (2004) 1. Nerelere Gideyim (featuring Alihan Samedov) 2. Eylül 3. Gazel 4. Ağlayalım Beraber 5. Ne Sonbahar Ne Kış 6. Elimde Değil 7. Pardesü 8. 98 9. Mine 10. Eylül (Hawaii mix) 11. Nerelere Gideyim (düet versiyon) | - Maia - Keremcem ve Seden Gürel (2005) 1. Bir Küçük Așk Masalı 2. Çağırma Aşk 3. Aşk Herşeye Değer 4. Eylül (remix) 5. Güzel Gözlü 6. 98 7. Fanus (remix) 8. Eylül (remix) | - Aşk Bitti (2007) 1. Aşk Bitti 2. Aman Aman 3. Kalenin Fethi 4. Bari 5. Birlikte 6. Şikayetim Bundan Ötürü 7. Sen Bilirsin 8. Emniyet Kemeri 9. Hesapla 10. Dün Ölebilirdim 11. Bilmece 12. Yeter ki İste 13. Aşıksın Gidiyorsun | - Dokun (2009) 1. Tanıdım Sizi 2. Sana Ferrari Gerekti 3. Son Bir Kez (Ağustos Böcekleri) 4. Yutkunamıyorum 5. Yağmur 6. İmtihan 7. Kötü Kader 8. Yeraltı Așk 9. Karaağaç 10. Neden Geldin 11. Bir Annenin Rüyası 12. Hayallerin Peşinde (feat Kıta) |

### Video clips
- Nerelere Gideyim
- Pardesü
- Kadife Kelepçe
- Ağlayalım Beraber
- Aşk Bir Oyun Olsada
- Küçük Bir Aşk Masalı
- Aşk Bitti
- Aman Aman
- Kalemin Fethi
- İçimdeki Müzsik Sensin
- Hayallerin Peşinde
- Sana Ferrari Gerekti
- İmtihan
- Son Bir Kez
- Yutkunamıyorum

1. ↑   https://www.sabah.com.tr/galeri/magazin/keremcem-ile-seda-guven-evlendi Lipsește sau este vid: |title= (ajutor)
2. ↑   https://www.cnnturk.com/magazin/keremcem-ve-seda-guven-bosandi Lipsește sau este vid: |title= (ajutor)